# Sportbox.ru
Sportbox.ru — спортивный медиа-портал, входящий в состав холдинга «Матч!». Запустился 18 мая 2007 года как интернет-проект телеканала «Спорт». Занимал ведущее место по посещаемости среди спортивных сайтов рунета по данным на 2010 год.

## История
С момента создания ресурс был организован по принципу портальной системы, состоящей из отдельных тематических разделов, таких как «Новости», «Результаты», «Видео», «Трансляции» и других. Со временем портал расширился и стал объединять множество проектов, посвящённых спортивной тематике. Среди них:
- новостной сайт, включающий аналитические материалы;
- видеопортал, предоставляющий доступ к онлайн-трансляциям и обширному архивному контенту;
- сайт, специализирующийся на спортивной статистике;
- спортивный форум для обсуждений;
- блоги;
- конкурсы;
- фотогалереи.

Основной акцент в работе портала сделан на видеоконтенте. Ресурс регулярно проводит прямые трансляции спортивных событий, а также создаёт дополнительные материалы, такие как подборки лучших моментов матчей, новостные сюжеты и другие сопутствующие материалы. Благодаря разработанной серверной платформе, портал способен одновременно транслировать десятки прямых видеопотоков.
Видеотрансляции доступны только на территории России.

### Руководство
- Шеф-редактор с 2007 по 2012 год — Константин Клещёв;
- Шеф-редактор с 2012 года — Григорий Потапов[4].

## Показатели деятельности
Согласно исследованию компании «Медиалогия», Sportbox.ru находился на 14 месте в Топ―20 самых цитируемых СМИ спортивной отрасли за 2020 год.
Летом 2024 года Sportbox.ru стал лучшим по посещаемости среди спортивных СМИ России.
В январе 2025 года число уникальных пользователей Sportbox.ru составило 10,9 млн.

## Судебные процессы
В январе 2010 года ВГТРК подала в суд на компанию SUP Media в связи с её спортивным интернет-проектом «Чемпионат.ру». По мнению государственной телерадиовещательной компании, «Чемпионат.ру» незаконно использует контент Sportbox.ru и сайта телеканала «Россия-2» (бывший «Спорт»). Сумма иска составляет 15 млн рублей.